# Sybil Thorndike
Sybil Thorndike, född 24 oktober 1882 i Gainsborough i Lincolnshire, död 9 juni 1976 i London, var en brittisk skådespelare.
Thorndike var först och främst en framstående aktris på den brittiska scenen, men medverkade även i ett antal filmer.
Hon började sin karriär som konsertpianist, men efter en olycka, då hon bröt handleden, övergick hon till skådespelaryrket, och gjorde scendebut 1904. Hon var den första aktrisen som spelade huvudrollen i George Bernard Shaws Saint Joan, och hon anses av teaterexperter vara den förnämsta att gestalta denna roll.
Tillsammans med sin make, Sir Lewis Casson, uppträdde hon regelbundet på den ärevördiga Old Vic.
Utnämndes 1931 till Dame Commander of the British Empire.
Bland de filmer hon medverkade i kan nämnas Dawn 1928 (i rollen som sjuksköterskan Edith Cavell), Major Barbara 1941 (i rollen som general Baines), Nicholas Nickleby (1947), Det mörka rummet (1951) och Prinsen och balettflickan (1957).

## Utmärkelser
- Honoris causa,  1922[1]
- Dame Commander av Brittiska imperieorden,  1931[3]
- Honorary Doctor of Letters,  1966[1]
- Companion of Honour,  1970[2]

[Redigera Wikidata]